# Ташлицька сільська рада
Ташли́цька сільська́ ра́да — адміністративно-територіальна одиниця та орган місцевого самоврядування у Смілянському районі Черкаської області. Адміністративний центр — село Ташлик.

## Загальні відомості
- Населення ради: 1 940 осіб (станом на 2001 рік)

## Населені пункти
Сільській раді підпорядковані населені пункти:
- с. Ташлик
- с-ще Степок

## Склад ради
Рада складається з 16 депутатів та голови.
- Голова ради:
- Секретар ради: Гузьман Ніна Миколаївна

### Керівний склад попередніх скликань
| Прізвище, ім'я, по батькові  | Основні відомості                                                                     | Дата обрання | Дата звільнення |
| ---------------------------- | ------------------------------------------------------------------------------------- | ------------ | --------------- |
| Синільник Володимир Петрович | Сільський голова, 1970 року народження, член Всеукраїнського об'єднання «Батьківщина» | 26.03.2006   | 31.10.2010      |

Примітка: таблиця складена за даними сайту Верховної Ради України

### Депутати
За результатами місцевих виборів 2010 року депутатами ради стали:

#### За суб'єктами висування
| Суб'єкт висування           | Кількість обраних депутатів | %    |
| --------------------------- | --------------------------- | ---- |
| Самовисування               | 14                          | 87,5 |
| Комуністична партія України | 2                           | 12,5 |

#### За округами
| № округу                    | Прізвище, ім'я, по батькові      | Дата визнання обраним | Освіта  | Партійна приналежність            | Відомості про обраного депутата                     |
| --------------------------- | -------------------------------- | --------------------- | ------- | --------------------------------- | --------------------------------------------------- |
| Комуністична партія України |                                  |                       |         |                                   |                                                     |
| 2                           | Медяник Володимир Якович         | 05.11.2010            | середня | член Комуністичної партії України | пенсіонер                                           |
| 6                           | Маслюк Микола Васильович         | 05.11.2010            | вища    | член Комуністичної партії України | пенсіонер                                           |
| Самовисування               |                                  |                       |         |                                   |                                                     |
| 1                           | Лихолай Петро Володимирович      | 05.11.2010            | вища    | позапартійний                     | ТОВ «Луї Дрейфус Комодітіз ЛТД Україна», водій      |
| 3                           | Гнатенко Олександр Михайлович    | 05.11.2010            | середня | позапартійний                     | тимчасово не працює                                 |
| 4                           | Король Ольга Павлівна            | 05.11.2010            | середня | позапартійна                      | пенсіонер                                           |
| 5                           | Хлівна Любов Олексіївна          | 05.11.2010            | вища    | позапартійна                      | Дошкільний навчальний заклад «Сонечко», завідувачка |
| 7                           | Дядик Сергій Олександрович       | 05.11.2010            | середня | позапартійний                     | ТОВ «Луї Дрейфус Комодітіз ЛТД Україна», водій      |
| 8                           | Санжарівський Петро Миколайович  | 05.11.2010            | вища    | позапартійний                     | тимчасово не працює                                 |
| 9                           | Гузьман Іван Леонідович          | 05.11.2010            | середня | позапартійний                     | ф/г «Віктор», інженер автотракторного парку         |
| 10                          | Бедзай Валерія Іракліївна        | 05.11.2010            | вища    | позапартійна                      | Сільська бібліотека № 1, бібліотекар                |
| 11                          | Струтинський Антон Володимирович | 05.11.2010            | вища    | позапартійний                     | ф/г «Нивалі», голова господарства                   |
| 12                          | Гузьман Ніна Миколаївна          | 05.11.2010            | вища    | позапартійна                      | Ташлицька сільська рада, секретар                   |
| 13                          | Плаксюк Анатолій Григорович      | 05.11.2010            | середня | позапартійний                     | ф/г «Нивалі», різноробочий                          |
| 14                          | Корпань Ольга Дмитрівна          | 05.11.2010            | вища    | позапартійна                      | ТОВ «Агро-Рось», різноробоча                        |
| 15                          | Чищ Олександр Анатолійович       | 05.11.2010            | середня | позапартійний                     | Ташлицька сільська рада, опалювач адмінприміщення   |
| 16                          | Дядик Микола Олексійович         | 05.11.2010            | середня | позапартійний                     | пенсіонер                                           |